# Trichoglottis subviolacea
Trichoglottis subviolacea är en orkidéart som först beskrevs av Llanos, och fick sitt nu gällande namn av Elmer Drew Merrill. Trichoglottis subviolacea ingår i släktet Trichoglottis och familjen orkidéer.
Artens utbredningsområde är Filippinerna. Inga underarter finns listade i Catalogue of Life.